# Katalán labdarúgó-válogatott
A katalán labdarúgó-válogatott Katalónia és a spanyol autonóm közösség labdarúgó-válogatottja, melyet a Katalán Labdarúgó-szövetség irányít.
Sem UEFA-, sem pedig FIFA-tagsággal nem rendelkezik, így nem indulhat az Európa-bajnoki vagy világbajnoki selejtezőkön sem. A katalán válogatottban pályára lépők spanyol állampolgárok, akik jogosultak a spanyol válogatottban szerepelni.
1904 óta közel 200 mérkőzést játszott más nemzeti, klub- vagy regionális csapat ellen. 1997 óta rendszeresen játszik nemzetközi barátságos mérkőzéseket. 2009 decemberében a Camp Nou-ban 4–2-es győzelmet aratott a katalán válogatott az argentin válogatott felett. 2010 decemberében ugyanilyen arányban múlta felül Nigériát.

## Történelem

### Az első mérkőzések
A katalán válogatott 1904-ben játszotta első mérkőzését, majd kezdetben különböző klubcsapatok ellen lépett pályára, mint például a Barcelona, a Real Madrid és az Espanyol. 1912. február 2-án játszották az első válogatott elleni mérkőzésüket, amelyen Párizsban kikaptak 7-0-ra a franciáktól. Decemberben ismét megmérkőzött a két csapat, ezúttal Katalónia nyert 1-0-ra. Baszkföld ellen először 1914-ben játszottak, de a mérkőzésről nem készült hiteles feljegyzés. 1915. január 3-án a San Mamésban újra megmérkőztek, és a baszkok 6-1 arányban jobbnak bizonyultak.

### Az Asztúria Hercege Kupa
1915 és 1926 között a katalán válogatott nemzetközi, és regionális versenyeken is részt vett, ezek közül kiemelkedik a Copa Princep d'Asturies (azaz az Asztúria Hercege Kupa). A bő egy évtizedben, amíg a kupa létezett a katalánok ötször hódították el a serleget, egyszer pedig a döntőben maradtak alul. A tornán rendszerint Katalónia válogatottja mellett Asztúria, Baszkföld, és Kasztília válogatottjai vettek részt.
A spanyol válogatottal először 1924. március 13-án mérkőztek meg először, a többek között Ricardo Zamorával felálló hispánok 7–0-s győzelmet arattak. 1926. július 26-án Prágában a csehszlovákokkal mérkőztek meg, és bár vezettek, végül 2-1-es vereséget szenvedtek.

### Katalónia-Brazília mérkőzések
Az 1930-as években egyre több nemzetközi mérkőzést játszottak, és egyre jobb eredményeket értek el ezeken az összecsapásokon. 1934 különösen jól sikerült év volt. Június 17-én a Leônidasszal felálló Brazília volt az ellenfél, és a katalánok 2-1-es győzelmet arattak. Egy hét múlva 2-2-es döntetlent játszott a két csapat. Június 29-én 5-1-re legyőzték az aktuális spanyol bajnok Athletic Bilbaot.

### A Franco-korszak
A spanyol polgárháború befejezése után, Francisco Franco diktatúrája ideje alatt betiltotta az autonóm közösségek nyelvhasználatát, megszüntette azok legitimitását, valamint jelképeik, így zászlajaik, címereik használatát. A katalán válogatott ebben az időben, ilyen körülmények között is több mérkőzésen pályára lépett, többször előfordult, hogy a Barcelona játékosai is pályára léptek a válogatott színeiben, (így például az aranylabdás Luis Suárez vagy Kubala László is pályára lépett a katalán csapatban) de Alfredo Di Stéfano is vendégszerepelt a katalánoknál. A Franco-éra végén, 1976. június 6-án barátságos mérkőzést játszottak a szovjet válogatott ellen. (1-1) Ezen a mérkőzésen pályára lépett Johan Cruijff és Johan Neeskens is.

### Demokratikus idők

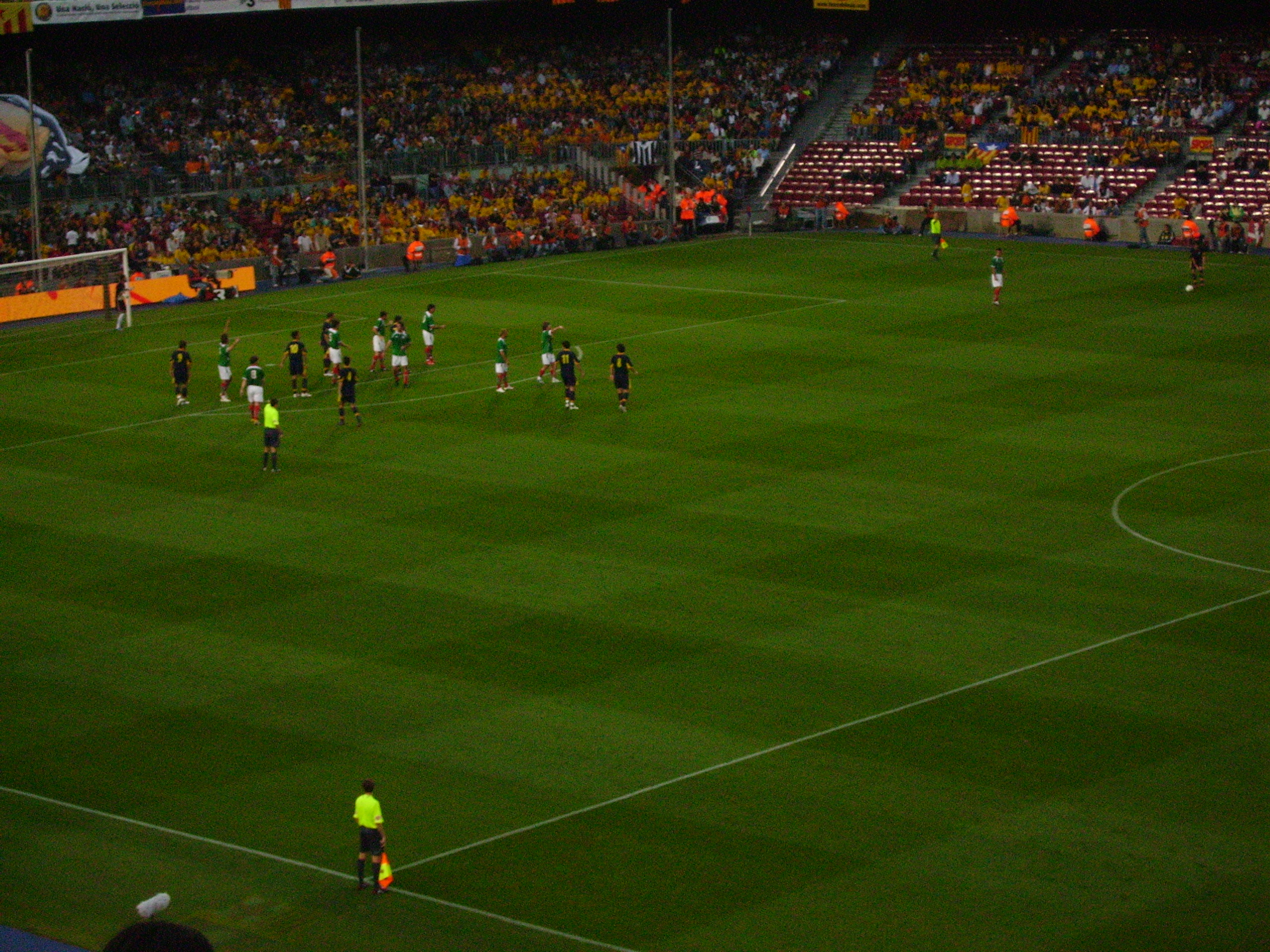
Katalónia a baszkok ellen mérkőzik a Camp Nou-ban

Miután az 1970-es években visszaállt Spanyolországban a demokratikus rend, a katalán válogatott több felkészülési mérkőzésen is pályára lépett, többek között Jugoszlávia vagy Bulgária ellen. 2002. május 5-én Brazília volt az ellenfél, akik a közelgő világbajnokságra készültek. A mérkőzést a brazilok nyerték 3-1-re. Két év múlva újra megmérkőzött egymással a két csapat, ezúttal 5-2-re nyertek a brazilok.

### A Johan Cruijff-éra
2009. november 2-án a hollandok legendás játékosa, a Barcelona korábbi labdarúgója, és edzője, Johan Cruijff lett a katalán válogatott új edzője. Vezetésével december 22-én 4-2-es győzelmet arattak az argentinok felett. Cruijff 2013. január 2-án ült utoljára a kispadon, egy Nigéria elleni összecsapáson. (1-1)
Utódja a katalán származású egykori játékos, Gerard López lett.

## A katalán válogatott mérkőzései
| Dátum              | Helyszín                                | Hazai csapat       | Vendég                | Eredmény |
| ------------------ | --------------------------------------- | ------------------ | --------------------- | -------- |
| 2019. április 25.  | Estadi Montilivi, Girona                | Katalónia          | Venezuela             | 2-1      |
| 2015. december 26. | Camp Nou, Barcelona                     | Katalónia          | Baszkföld             | 0–1      |
| 2014. december 28. | San Mamés, Bilbao                       | Baszkföld          | Katalónia             | 1–1      |
| 2013. december 30. | Olimpiai stadion, Barcelona             | Katalónia          | Zöld-foki Köztársaság | 4–1      |
| 2013. január 2.    | Cornellà-El Prat, Cornellà de Llobregat | Katalónia          | Nigéria               | 1–1      |
| 2011. december 30. | Olimpiai stadion, Barcelona             | Katalónia          | Tunézia               | 0–0      |
| 2010. december 28. | Olimpiai stadion, Barcelona             | Katalónia          | Honduras              | 4–0      |
| 2009. december 22. | Camp Nou, Barcelona                     | Katalónia          | Argentína             | 4–2      |
| 2008. december 28. | Camp Nou, Barcelona                     | Katalónia          | Kolumbia              | 2–1      |
| 2008. május 24.    | Camp Nou, Barcelona                     | Katalónia          | Argentína             | 0–1      |
| 2007. december 29. | San Mamés, Bilbao                       | Baszkföld          | Katalónia             | 1–1      |
| 2006. október 8.   | Camp Nou, Barcelona                     | Katalónia          | Baszkföld             | 2–2      |
| 2006. május 24.    | Olimpiai stadion, Barcelona             | Katalónia          | Costa Rica            | 2–0      |
| 2005. december 28. | Camp Nou, Barcelona                     | Katalónia          | Paraguay              | 1–1      |
| 2004. december 29. | Camp Nou, Barcelona                     | Katalónia          | Argentína             | 0–3      |
| 2004. május 25.    | Camp Nou, Barcelona                     | Katalónia          | Brazília              | 2–5      |
| 2003. december 28. | Camp Nou, Barcelona                     | Katalónia          | Ecuador               | 4–0      |
| 2002. december 28. | Camp Nou, Barcelona                     | Katalónia          | Kína                  | 2–0      |
| 2002. május 18.    | Camp Nou, Barcelona                     | Katalónia          | Brazília              | 1–3      |
| 2001. december 28. | Camp Nou, Barcelona                     | Katalónia          | Chile                 | 1–0      |
| 2000. december 22. | Camp Nou, Barcelona                     | Katalónia          | Litvánia              | 5–0      |
| 1999. december 23. | Olimpiai stadion, Barcelona             | Katalónia          | Jugoszlávia           | 1–0      |
| 1998. december 22. | Olimpiai stadion, Barcelona             | Katalónia          | Nigéria               | 5–0      |
| 1997. december 23. | Olimpiai stadion, Barcelona             | Katalónia          | Bulgária              | 1–1      |
| 1993. április 24.  | Olimpiai stadion, Barcelona             | Katalónia          | ALL Star La Liga      | 4–4      |
| 1976. június 6.    | Camp Nou, Barcelona                     | Katalónia          | Szovjetunió           | 1–1      |
| 1971. február 21.  | San Mamés, Bilbao                       | Baszkföld          | Katalónia             | 1–2      |
| 1953. augusztus 9. | Galileu, Barcelona                      | Katalónia          | Spanyolország         | 0–6      |
| 1947. október 19.  | Sarrià, Barcelona                       | Katalónia          | Spanyolország         | 3–1      |
| 1934. június 23.   | Vista Alegre, Girona                    | Katalónia          | Brazília              | 2–2      |
| 1934. június 17.   | Les Corts, Barcelona                    | Katalónia          | Brazília              | 2–1      |
| 1934. február 2.   | Les Corts, Barcelona                    | Katalónia          | Spanyolország         | 0–2      |
| 1931. január 1.    | San Mamés, Bilbao                       | Baszkföld          | Katalónia             | 3–2      |
| 1930. június 8.    | Montjuïc, Barcelona                     | Katalónia          | Baszkföld             | 0–1      |
| 1926. július 7.    | Sparta, Prága                           | Csehszlovákia      | Katalónia             | 2–1      |
| 1925. december 13. | Sarrià, Barcelona                       | Katalónia          | Csehszlovákia         | 2–1      |
| 1924. március 13.  | Les Corts, Barcelona                    | Katalónia          | Spanyolország         | 0–7      |
| 1921. április 4.   | Camp de la Indústria, Barcelona         | Katalónia          | Provence tartomány    | 1–0      |
| 1921. április 3.   | Camp de la Indústria, Barcelona         | Katalónia          | Provence tartomány    | 4–0      |
| 1916. június 4.    | San Mamés, Bilbao                       | Baszkföld          | Katalónia             | 5–0      |
| 1916. május 22.    | Camp de la Indústria, Barcelona         | Katalónia          | Baszkföld             | 0–0      |
| 1916. május 21.    | Camp de la Indústria, Barcelona         | Katalónia          | Baszkföld             | 1–3      |
| 1915. május 23.    | Athletic, Madrid                        | Baszkföld          | Katalónia             | 1–0      |
| 1915. február 7.   | Camp de la Indústria, Barcelona         | Katalónia          | Baszkföld             | 2–2      |
| 1915. január 3.    | San Mamés, Bilbao                       | Baszkföld          | Katalónia             | 6–1      |
| 1912. december 1.  | Camp de la Indústria, Barcelona         | Katalónia          | Franciaország         | 1–0      |
| 1912. február 20.  | Colombes, Párizs                        | Provence tartomány | Katalónia             | 7–0      |

## Edzők
- Raine Gibson, 1911-1912
- Josep Torrens Font, 1932-1936
- Lluís Blanco, 1937
- Josep L.Lasplazas, 1941-1971
- José Santamaría, 1973
- Josep Gonzalvo, 1976
- Kubala László, 1990
- Carles Rexach, 1993
- Pichi Alonso, 1995–2005
- Pere Gratacós, 2005–2009
- Johan Cruijff, 2009–2013
- Gerard López, 2013–

## Katalán születésű focisták
| - Albert Celades - Albert Ferrer - Albert Luque - Antoni Ramallets - Bojan - Carles Puyol - Carles Rexach - Cesc Fàbregas - Domènec Balmanya - Estanislao Basora - Fernando Navarro - Ferran Corominas - Gabri - Gerard Piqué - Gerard - Oleguer - Joan Capdevila - Joan Segarra | - Joan Verdú - Jonathan Soriano - Josep Escolà - Josep Samitier - Kiko Casilla - Luis García - Marià Gonzalvo - Josep Guardiola - Piti - Raúl Tamudo - Ricardo Zamora - Roger García - Sergi Barjuán - Sergio Busquets - Sergio García - Sergio - Víctor Valdés - Xavier Hernández |

## Trófeák
Astúria hercege kupa
- Győztes (3) :  1916, 1924, 1926

Katalán Trófea
- Győztes (4) : 2009, 2010, 2013, 2016

UEFA Régiók Kupája
- Győztes (2) : 2012, 2014

## Fordítás
Ez a szócikk részben vagy egészben  a   Catalonia national football team című angol Wikipédia-szócikk fordításán alapul.  Az eredeti cikk szerkesztőit annak laptörténete sorolja fel. Ez a jelzés csupán a megfogalmazás eredetét és a szerzői jogokat jelzi, nem szolgál a cikkben szereplő információk forrásmegjelöléseként.